# William Farrer
Pour les articles homonymes, voir Farrer.
William James Farrer (né le 3 avril 1845 et mort le 16 avril 1906) est un agronome et un obtenteur de plantes anglaises et australiennes de premier plan. Farrer est surtout connu comme l'initiateur de la souche de blé "Federation", distribuée en 1903. Son travail a permis d'améliorer considérablement la qualité et le rendement de la récolte nationale de blé en Australie, une contribution qui lui a valu le titre de "père de l'industrie du blé australien".

## Premières années

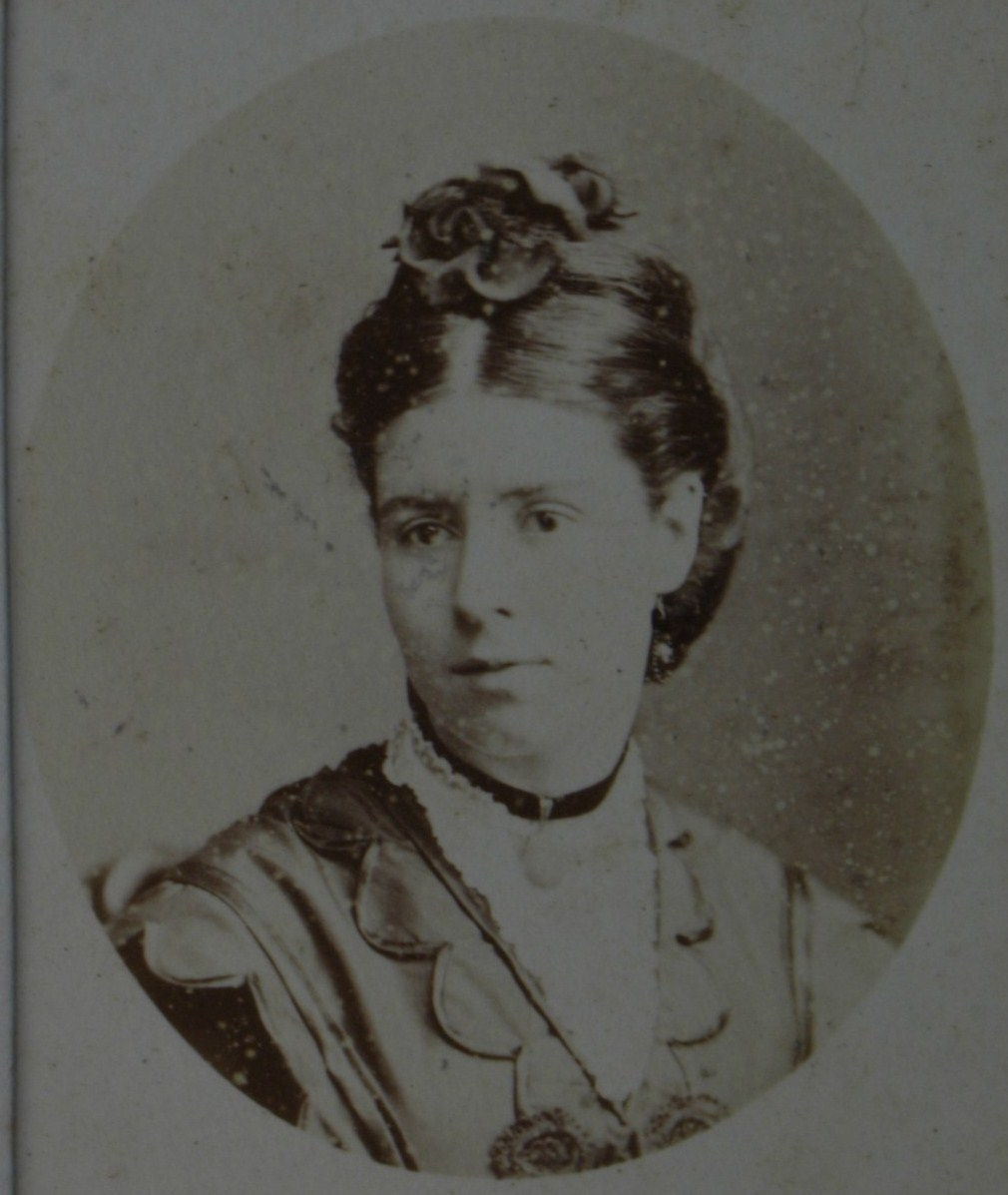
Nina Farrer (1848-1929).

William Farrer est né le 3 avril 1845 dans la ville de Docker (Royaume-Uni) dans le nord-ouest de l'Angleterre (aujourd'hui Cumbria). Fils de Thomas Farrer, un métayer, et de sa femme Sarah William, William Farrer est sélectionné pour une bourse d'études au Christ's Hospital, à Londres, où il obtient une médaille d'or et d'argent en mathématiques et acquiert rapidement une bourse d'études au Pembroke College où, après avoir obtenu une B. A. au Pembroke College  en 1868, Farrer émigrationen Australie en 1870. Atteint de tuberculose, Farrer espérait trouver le climat plus sec et plus chaud de l'Australie plus agréable pour son état de santé alors délicat.
Au départ, William Farrer vivait avec des amis à Parramatta (Nouvelle-Galles du Sud), mais il fut ensuite employé comme précepteur à Duntroon (en), puis dans la région de Nouvelle-Galles du Sud (qui fait maintenant partie du Territoire de la capitale australienne). En 1873, il publie Grass and Sheep-farming A Paper : Speculative and Suggestive qui traitait de l'adéquation de divers sols aux graminées et du côté scientifique de l'élevage de moutons. Après avoir travaillé comme tuteur dans la station de moutons de George Campbell à Duntroon, il obtint son diplôme de Surveyor (surveillant) en 1875. Farrer travaille pour le ministère des Terres dans les districts de culture du blé de NSW de 1875 à 1886.
En 1882, William Farrer épouse Cuppacumbalong Homestead, la fille unique de Leopold Fane de Salis, alors membre du Parlement pour la Circonscription électorale de Queanbeyan, NSW. Quatre ans plus tard, De Salis fait don à Nina seule, de 97 hectares de terres. Une ferme plutôt qu'une station "Lambrigg (Tharwa)" (nommée d'après le district d'origine de Farrer), qui faisait autrefois partie de Cuppacumbalong Homestead, était située sur la Murrumbidgee River, près de Tharwa dans l'actuel Territoire de la capitale australienne. Les premières tentatives de Farrer pour établir un vignoble ont été contrecarrées car le sol s'est avéré inadapté et il s'est tourné vers la culture du blé. Son objectif était de produire une bonne miche de pain. Il se considérerait comme un jardinier scientifique.

## Expériences de Lambrigg

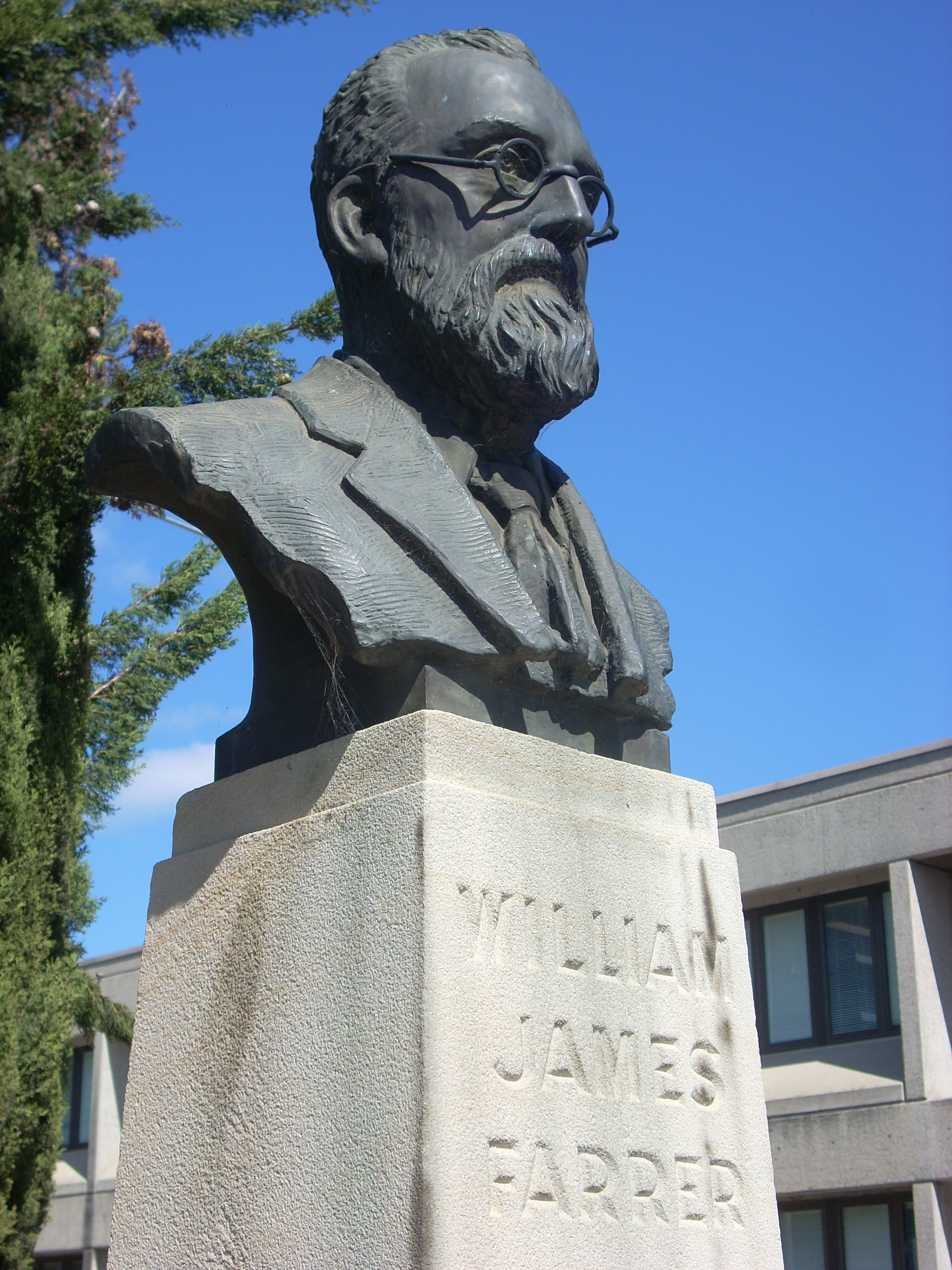
William Farrer est commémoré à Queanbeyan (New South Wales) sculpture en buste par Rayner Hoff

La maladie de la rouille des feuilles du blé a eu un impact majeur sur la qualité et les rendements des récoltes de blé dans toutes les colonies. Farrer a appliqué ses connaissances scientifiques au développement d'hybrides de blé, en utilisant pour commencer des techniques de pollinisation croisée pour créer des souches de blé immunisées contre la rouille. Il improvisait volontiers avec des épingles à cheveux pour transférer le pollen jusqu'à ce qu'il puisse obtenir des pinces. Ses expériences scientifiques se sont poursuivies pendant 20 ans, et consistaient en de longues journées de plantation et de développement de souches de blé. Il a utilisé les méthodes de Gregor Mendel dans son travail. Frederick Bickell Guthrie développe des procédures à petite échelle qui imitent une minoterie et un fournil ; Farrer les a utilisées pour évaluer le rendement des souches de blé. Les résultats de ses expériences sont consignés dans des carnets manuscrits.
Pour enrichir sa connaissance du travail d'autres sélectionneurs, il correspondait dans le monde entier. Il est resté en contact avec un sélectionneur de blé français, Henri Vilmorin, qui sélectionnait du blé pour les régions sèches. Il correspondait également avec des sélectionneurs de plantes travaillant en Inde.
Parallèlement, William Farrer travaille au développement d'une souche de blé capable de résister à la carie ou au charbon, un autre ennemi dévastateur du blé.
En sélectionnant des variétés telles que "Professor Blount's Hybrid No.38, Gypsum", Canadian Fife, Etawah et Purple Straw, Farrer cherche à produire un cultivar de blé possédant les meilleures qualités de chacune. Le succès dans le développement d'une souche résistante à la rouille et à haut rendement l'accueillit en 1900, lorsqu'une série satisfaisante de blés fut finalement obtenue - la souche Federation, nommée d'après l'imminente Fédération d'Australie. Il développa ensuite une série d'autres souches telles que Canberra, Firbank, Cleveland, Pearlie White (nommée selon un enfant du voisinage qui était très intéressé par son travail) et Florence (résistante au flag smut). Ses succès ont conduit Farrer à devenir expérimentateur en matière de blé auprès du ministère de l'Agriculture de Nouvelle-Galles du Sud en 1898.
Ces souches de blé ont permis d'améliorer considérablement l'industrie du blé en Australie en quelques années. La souche Federation est mise à la disposition des agriculteurs australiens en 1903 et a permis de tripler la récolte de blé en Australie sur une période de vingt ans. L'exportation du blé allait devenir une entreprise de classe mondiale.

## Mort et héritage

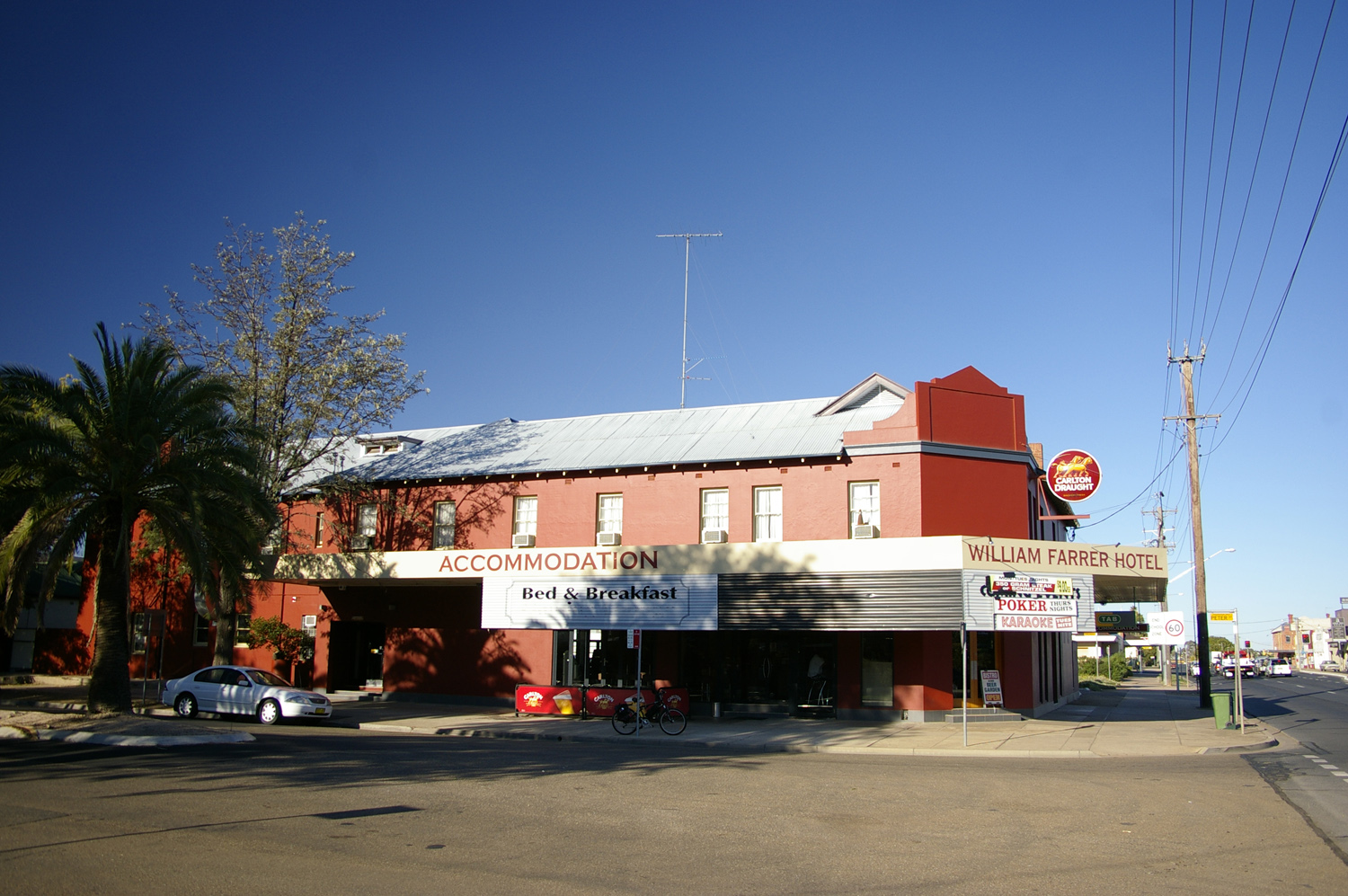
William Farrer Hotel in Wagga Wagga

Farrer est mort à son domicile Lambrigg (maison) en 1906 après avoir subi une importante crise cardiaque, et est enterré dans sa propriété à la tombée de la nuit le lendemain.
En 1911, le Farrer Memorial Trust est créé en sa mémoire, fournissant initialement des bourses d'études pour les études agricoles. En 1936, le trust commence à décerner une médaille pour service exceptionnel à la science agricole. Le premier récipiendaire de la médaille fut le Premier ministre d'Australie et fermier de Tasmanie, Joseph Lyons. Une statue de Farrer fut érigée à Queanbeyan (New South Wales) par le gouvernement fédéral en 1935 et une autre à Lambrigg en 1938.
Une banlieue et une école primaire de Canberra ont été nommées en son honneur. Le logo de l'école est une gerbe de blé et les salles de sport portent le nom de ses variétés de blé les plus célèbres. Une Division de Farrer est nommée en son honneur, et Farrer a également été rappelé sur le revers du billet de banque australien de deux dollars émis en 1966 (aujourd'hui retiré). Un lycée agricole spécialisé (Farrer Memorial Agricultural High School, Tamworth NSW) est nommé en son honneur et continue de dispenser un enseignement agricole spécialisé. Une résidence de l'université Monash est aussi nommée en son honneur.
On se souvient par ailleurs de William Farrer à Wagga Wagga (New South Wales) avec l'hôtel Farrer et la Farrer Football League (Australian rules football).
Sources supplémentaires répertoriées par le "Dictionnaire biographique australien" :
- A. Russell, William James Farrer, a Biography (Melb, 1949) ;
- E. J. Donath, William Farrer (Melb, 1970) ;
- Lone Hand, Sept 1910, p 419 ; Department of Agriculture (New South Wales),
- Science Bulletin, 1922, no 22 ; RAHSJ, 22 (1936-37), p 406 ; Australian Institute of Agricultural Science,
- Journal, 21 (1939), p 208 ;
- Records of the Australian Academy of Science, 4 (Nov 1978 - Apr 79), no 1, p 7.